# Tsuchinoko

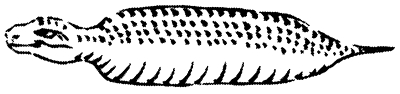
Illustratie uit de Shinano Kishōroku

In de Japanse folklore is de tsuchinoko (ツチノコ of 槌の子), letterlijk vertaald als "kind van de hamer", een slangachtig wezen. De naam tsuchinoko komt veel voor in West-Japan, waaronder in Kansai en Shikoku; in Noordoost-Japan staat het wezen bekend als bachi hebi (バチヘビ).

## Beschrijving
Tsuchinoko worden omschreven als tussen de dertig en tachtig centimeter lang, en lijken qua uiterlijk op een slang, maar met een opvallend bredere middensectie dan de kop of de staart. Ze zouden giftanden hebben en een gif dat lijkt op dat van een adder. Sommige beschrijvingen vermelden ook dat de tsuchinoko in staat is om tot 1 meter ver te springen, gevolgd door een tweede sprong terwijl het nog in de lucht is.
Volgens legendes kunnen sommige tsuchinoko spreken en hebben ze een neiging tot liegen. Er wordt ook gezegd dat ze een voorliefde hebben voor alcohol. Volgens de legende slikt het dier soms zijn eigen staart in, zodat het als een wiel kan rollen, vergelijkbaar met de "hoepelslang" uit Amerikaanse folklore.

## Waarnemingen
In de late jaren 1980 werd er een golf aan vermeende waarnemingen van de tsuchinoko gemeld in heel Japan, vooral in het dorp Shimokitayama in de prefectuur Nara. In 1988 lanceerde Kazuo Nozaki, een lid van de dorpsraad van Shimokitayama, een "tsuchinoko-expeditie" om het wezen te vinden. Er werd een beloning van 1 miljoen yen uitgeloofd voor de levende vangst en 300.000 yen voor een stuk van de huid. Ongeveer tweehonderd mensen uit het hele land namen deel aan de expeditie, die duurde tot het begin van de instorting van de Japanse economische bubbel in 1990, zonder enig bewijs van het bestaan van de tsuchinoko te vinden. Ter herdenking van de gebeurtenis werd in 2023 het Shimokitayama Tsuchinoko-park opgericht.

### Regio Tōhoku
Op een berg nabij het Towadameer werd melding gemaakt van een dertig centimeter lang wezen met een vorm die lijkt op de tsuchinoko. Op 1 april 2007 werd op een boerderij in Ōkura het dode lichaam van een slangachtig dier gevonden, gevormd uit verdord gras en met het uiterlijk van een tsuchinoko.

## Zoektochten en beloningen
Verschillende gemeenten en bedrijven hebben beloningen uitgeloofd voor het vangen van een tsuchinoko. Zo bood Chikusa in de prefectuur Hyogo een beloning van twee miljoen yen, die werd beëindigd na de fusie met Shisō. In Yoshii, prefectuur Okayama, werd zelfs 20 miljoen yen uitgeloofd.